# Dick Bavetta
Richard T. "Dick" Bavetta (Brooklyn, New York, 10 de diciembre de 1939) es un árbitro profesional de baloncesto de la NBA. En sus 32 temporadas en la liga, nunca se ha perdido un partido asignado. Al comienzo de la temporada 2006-07 de la NBA, sus partidos arbitrados son 2.164 de temporada regular, 228 de playoffs y 24 de Finales de la NBA. El 29 de diciembre de 2011 arbitró su partido número 2.500. Actualmente posee el récord de más partidos arbitrados en la NBA. Viste el dorsal 27. El 21 de agosto de 2014, la NBA anunció su retirada tras 39 años arbitrando y más de 2900 partidos consecutivos, no habiéndose ausentado en ninguno de los que fue asignado.

## Inicios
Bavetta asistió al Instituto Power Memorial en Nueva York y se graduó en 1962 en el Saint Francis College, donde jugaba al baloncesto. Bavetta se interesó por el arbitraje debido a que su hermano Joe fue árbitro en la American Basketball Association y le convenció para que siguiera sus pasos. Bavetta comenzó arbitrando partidos de la Wall Street League jugada en el New York's Downtown Athletic Club, y más tarde trabajó como árbitro de partidos de instituto. Durante diez años, Bavetta fue árbitro de ligas de institutos católicos y públicos en New York, mientras que en los siguientes nueve años lo fue de la Eastern Professional Basketball League (posteriormente conocida como Continental Basketball Association). Bavetta entró en la NBA en 1975 debido a la retirada de Mendy Rudolph.

## Carrera en la NBA

### Altercado con Earl "Yogi" Strom
Bavetta arbitró un partido a mediados de los 70 entre Philadelphia 76ers y New Jersey Nets con Earl Strom como compañero para ese encuentro. Bavetta anuló una falta personal en el último segundo pitada por Strom en contra de los Nets, por lo que daba la victoria a los 76ers. Con el partido finalizado y los jugadores camino de los vestuarios, la puerta del vestuario de los árbitros se abrió violentamente con Bavetta volando hacia afuera. Su uniforme fue supuestamente rasgado y llevaba una marca en su ojo, alejándose de Strom. Éste aceleró el paso en el vestíbulo y gritó a Bavetta: "Acatarás mis putas decisiones las próximas veces ¿de acuerdo hijo de puta?".

### El partido más memorable
El partido más memorable en la carrera de Bavetta ocurrió en los 80 entre Philadelphia 76ers y Boston Celtics, cuando fue forzado a arbitrar el encuentro solo, después de que su compañero Jack Madden se rompiera la pierna en un choque con el base de los Celtics Dennis Johnson. De manera que el partido progresaba, Larry Bird y Julius Erving comenzaron a enzarzarse el uno con el otro y Bavetta les expulsó del partido. Bavetta creyó que este partido le ayudó a progresar en la NBA.

### Récord de partidos consecutivos

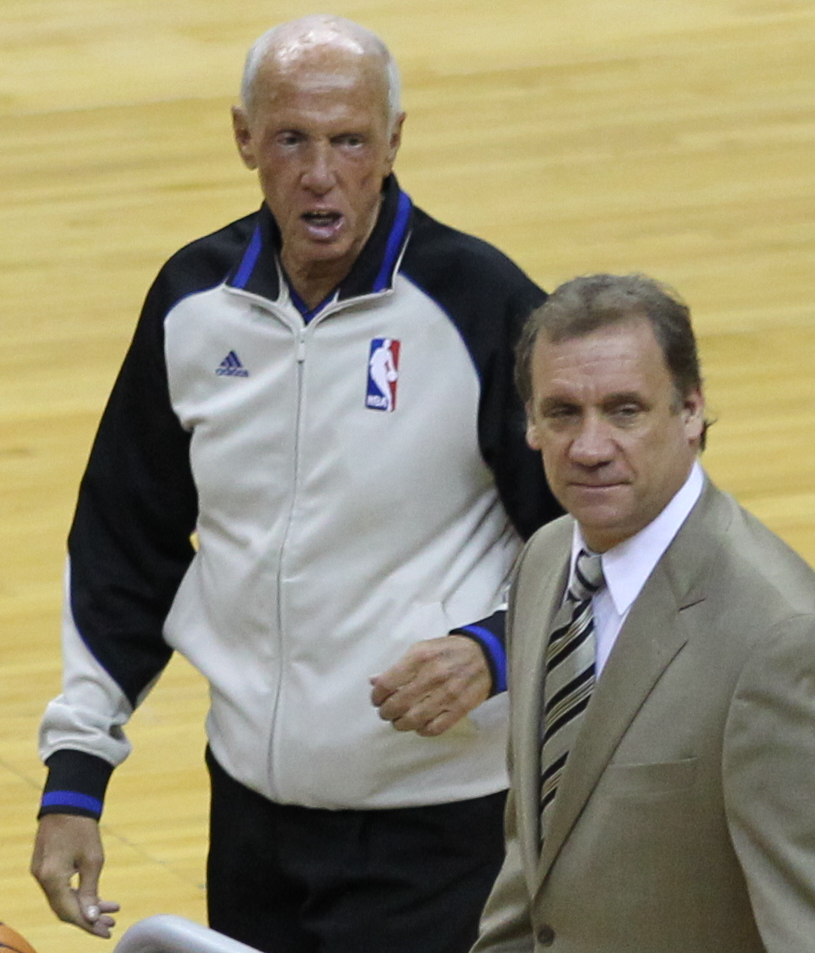
Bavetta, junto a Flip Saunders.

El 8 de febrero de 2006 arbitró su partido 2.135 en la NBA, estableciendo un récord de más partidos en la historia que anteriormente ostentaba Jake O'Donnell. Bavetta dijo que el secreto de su longevidad es "calzar cinco pares de calcetines" para mantener sus pies en buena forma. Contribuyendo a su buena salud. Bavetta asegura que corre de 8 a 12 kilómetros cada día. Debido a su longevidad en la liga, es conocido con el apodo de "el Cal Ripken, Jr. de los árbitros".

### Pelea entre los Knicks y los Nuggets
Durante la temporada 2006-07 de la NBA, Bavetta dirigió un partido el 16 de diciembre de 2006 entre New York Knicks y Denver Nuggets en el Madison Square Garden. A falta de un minuto y 15 segundos para el final, con el marcador a favor de los Nuggets por 119-110, se produjo una pelea en la que se vieron envueltos los diez jugadores que estaban en la pista. Todos ellos fueron expulsados por Bavetta. Posteriormente la liga suspendió a siete de ellos por un total de 47 partidos y multó a ambos equipos con 500.000 dólares.

### Carrera benéfica con Charles Barkley
Durante el All-Star Weekend de 2007, Bavetta disputó una carrera con el analista de la TNT y exjugador de la NBA Charles Barkley por una donación de 75.000 dólares (50.000 por parte de la NBA y 25.000 por la TNT) para la organización Boys & Girls Clubs of America de Las Vegas, Nevada. La distancia de la carrera era de tres pistas y media, y Bavetta perdió por un pequeño margen.  Bavetta perdió la carrera a pesar de lanzarse en picado al suelo para intentar conseguir la victoria, causándole una herida en la rodilla derecha. Bavetta dio un abrazo y un beso en los labios a Barkley al terminar el duelo.

### Controversia
Bavetta fue uno de los tres árbitros del famoso sexto partido de las Finales de Conferencia de 2002 entre Los Angeles Lakers y Sacramento Kings. El exárbitro Tim Donaghy alegó que al menos uno de los árbitros de ese encuentro querían que ganaran los Lakers y tomaron decisiones arbitrales para que se efectuara ese resultado. El 12 de junio de 2008 el New York Times informó que el FBI estaba investigando el caso.